# 2024年トマス杯の韓国代表チーム
2024年トマス杯の韓国代表チーム（Korea national badminton team at the Thomas Cup 2024）は、2024年トマス杯における大韓民国の代表チーム。
即席の奇東柱 / 金元昊ペアが、中国戦で世界ランク8位ペアを破るなどの番狂わせを起こすが、結果は準々決勝敗退に終わった。
第1ダブルスの姜敏赫 / 徐承宰ペアは、全試合に勝利し安定感を見せつけた。

## シングルス
- 全奕陳 (世界ランク47位)
3戦1勝
- 趙建曄 (世界ランク120位)
3戦1勝
- 李倫圭 (世界ランク123位)
3戦1勝
- 宇勝勛 (世界ランク - )
2戦1勝
- 鄭敏善 (世界ランク262位)
1戦1勝

## ダブルス
- 姜敏赫 (世界ランク2位)
4戦4勝
- 徐承宰 (世界ランク2位)
4戦4勝
- 奇東柱 (世界ランク183位)
4戦3勝
- 金元昊 (世界ランク7位)
3戦2勝
- 陳勇 (世界ランク36位)
1戦1勝